# Punktförmige Zugbeeinflussung
Punktförmige Zugbeeinflussung (PZB), ook bekend als Induktive Zugsicherung (Indusi), is een systeem voor treinbeïnvloeding dat vanaf 1931 wordt toegepast in onder andere Duitsland en Oostenrijk. De naam Punktförmige Zugbeeinflussung, puntvormige treinbeïnvloeding, is in de jaren 90 gebruikelijk geworden na invoering van de toen nieuwe Linienförmige Zugbeeinflussung (LZB), lijnvormige treinbeïnvloeding. PZB wordt ook wel gebruikt als categorienaam voor alle typen puntvormige treinbeïnvloedingssystemen, zoals de ATB nieuwe generatie op Nederlandse nevenlijnen en het systeem Crocodile uit België en Frankrijk.

## Techniek
PZB bestaat uit een passieve LC-kring (vaak ook magneet genoemd) naast het spoor bij het sein en een actieve zend-/ontvangstspoel aan de trein. De magneten langs het spoor kunnen ingeschakeld worden met een resonantiefrequentie van 500, 1000 of 2000 hertz. De spoel aan de trein wordt gevoed met deze drie frequenties gesuperponeerd; de frequentie waarop de magneet ingesteld is wordt ten opzichte van de andere twee frequenties sterker gedempt, wat door de stuurelektronica in de trein gedetecteerd wordt.

## Bediening en signalering
De machinist heeft op zijn stuurtafel zes meldlampen en drie schakelaars. Het betreft drie blauwe meldlampen met daarop de snelheden "55", "70" en "85" en daaronder de meldlampen "Befehl 40" (wit), "500 Hz" (rood) en "1000 Hz" (geel). De drie schakelaars hebben de namen "Befehl" (aanwijzing), "Frei" (bevrijden) en "Wachsam" (kwiteren). Bij treinen met LZB is er ook nog een rode lamp S.
PZB kent drie modi voor drie verschillende soorten treinen. Hieronder staat aangegeven met welke letter de modus wordt aangeduid, waar de modus voor bestemd is, welke blauwe meldlamp er continu brandt als de machinist zich heeft bevrijd en welke snelheid er door de PZB bewaakt wordt in de verschillende modi.
| Modus | Bestemd voor                                       | Blauwe meldlamp | Maximale snelheid (km/h) |
| ----- | -------------------------------------------------- | --------------- | ------------------------ |
| O     | Personentreinen                                    | 85              | 165                      |
| M     | Goederentreinen Ledig materieel Losse locomotieven | 70              | 125                      |
| U     | Zware goederentreinen                              | 55              | 105                      |

1. ↑  Dit is ook de lamp die gaat knipperen nadat een actieve 1000 Hz-magneet is gepasseerd en de machinist de schakelaar "Wachsam" heeft bediend.
2. ↑  Als de maximale snelheid van het materieel lager ligt bewaakt de PZB deze snelheid in plaats van de bovengenoemde snelheid.

## Werking

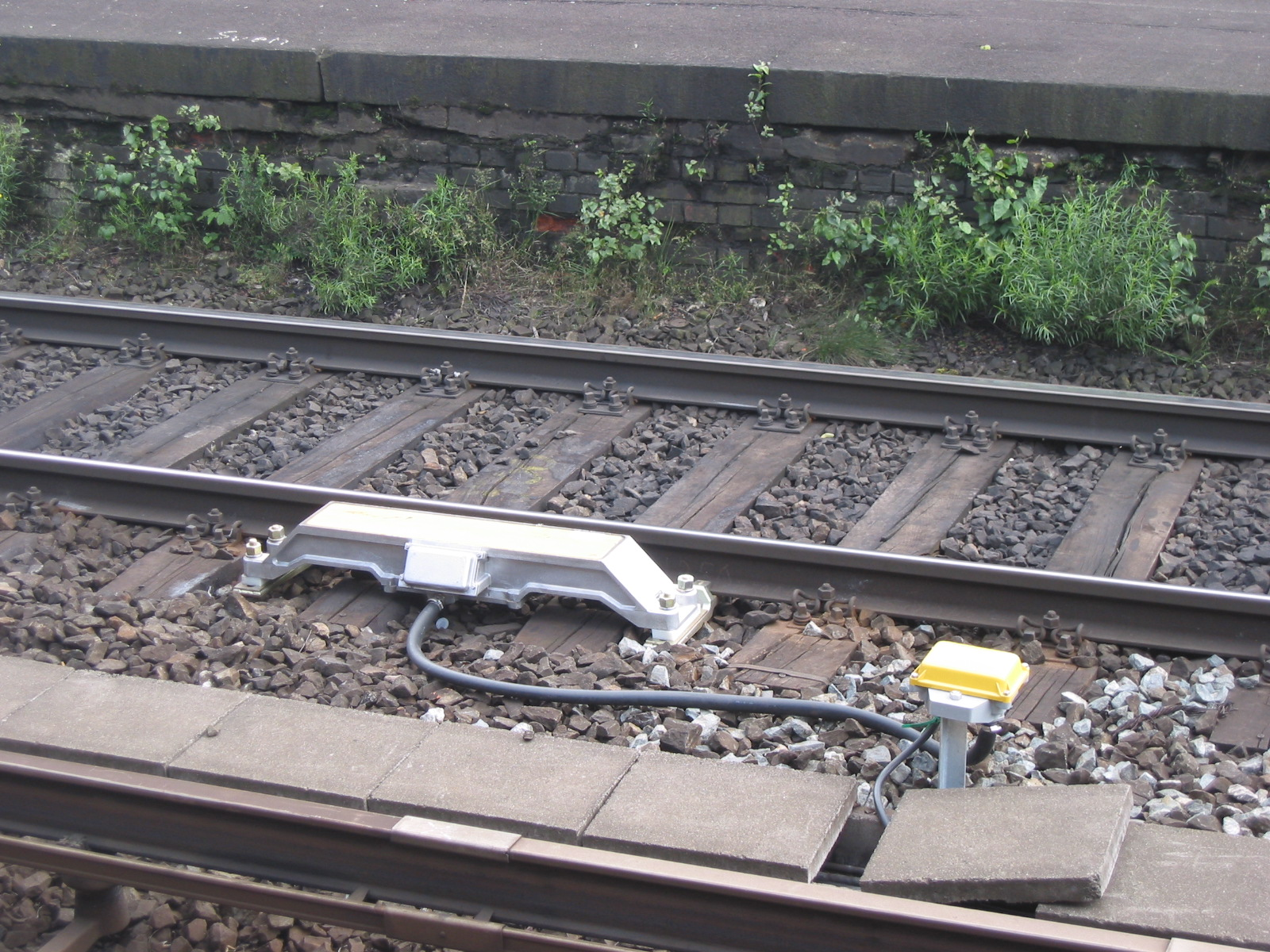
PZB-inductor ("trackzijde magneet")

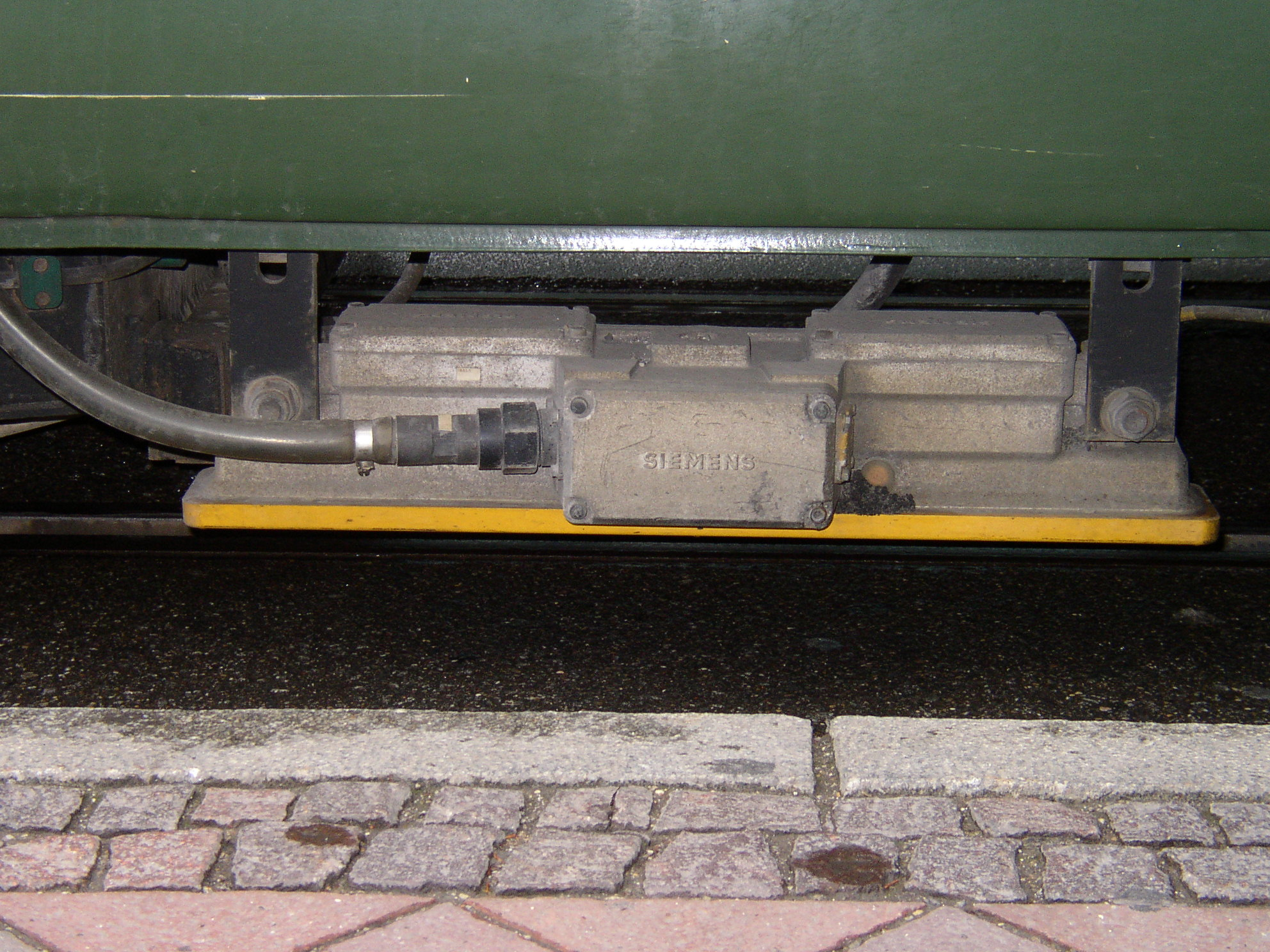
Ingebouwde ontvanger in het voertuig

- Bij een sein dat geen remopdracht geeft, is de magneet uitgeschakeld, en kan de machinist zich bevrijden als de toegestane snelheid hoger is dan 40 km/h.
- Bij een sein dat een remopdracht geeft tot een snelheid lager dan 100 km/h, is de magneet ingeschakeld met een frequentie van 1000 Hz. Binnen 4 seconden na het passeren van deze magneet moet de machinist dit bevestigen met de kwiteerknop. De 1000 Hz-lamp gaat branden en de bij de modus horende blauwe meldlamp gaat knipperen. De machinist moet afremmen tot de op de blauwe meldlamp aangegeven snelheid. In modus O binnen 23 seconden, in modus M binnen 29 seconden en in modus U binnen 38 seconden. Voldoet de machinist niet aan deze voorwaarden, dan voert de PZB een snelremming uit. Na 700 meter is de 1000 Hz beïnvloeding beëindigd en kan de machinist zich bevrijden. Dit wordt aangegeven doordat het gele 1000 Hz-lampje dooft. De machinist mag zich echter alleen bevrijden wanneer de doelsnelheid hoger is dan de op de knipperende blauwe lamp aangegeven snelheid, en het voorsein bij de actieve magneet niet dubbel geel toonde. Als de machinist zich onterecht bevrijdt, vindt er een snelremming plaats bij passage van een actieve 500 Hz-magneet.
- Naast snelheidsverminderingsborden die een snelheid lager dan 100 km/h aangeven ligt soms ook een actieve 1000 Hz-magneet. Hierbij geldt de bovengenoemde informatie over de passage van 1000 Hz-magneten.
- 250 meter voor een stoptonend sein en 150 m voor seinen die 30 km/h of minder toestaan, ligt vaak een magneet met een frequentie van 500 Hz. Bij passage van deze magneet houdt de 1000 Hz-beïnvloeding op. De blauwe meldlamp gaat weer branden en de rode 500 Hz-lamp gaat eveneens branden. In modus O mag deze met maximaal 65 km/h gepasseerd worden, in modus M maximaal 50 km/h en in modus U 40 km/h. 153 meter voorbij deze magneet moet de machinist de snelheid teruggebracht hebben tot respectievelijk 45, 35 of 25 km/h in modus O, M of U.
- Direct naast een stoptonend sein is een magneet aangebracht met een frequentie van 2000 hertz. Als een magneet is ingeschakeld met een frequentie van 2000 hertz en een trein deze magneet passeert, volgt direct een snelremming. De afstand tussen het stoptonende sein en het beveiligde gevaarpunt is zo groot dat de trein tijdig tot stilstand zal komen.
- Wanneer de snelheid van een trein in de 1000 Hz- of 500 Hz-beïnvloeding langer dan 10 seconden onder 10 km/h is geweest, volgt een snelheidsbeperking. Ongeacht de modus gaan de meldlampen 70 en 85 om en om knipperen: de trein mag nu hoogstens 45 (1000 Hz) of 25 (500 Hz) km/h rijden. 700 m (1000 Hz) of 250 m (500 Hz) na de actieve magneet dooft de bij de frequentie horende lamp en kan de machinist zich bevrijden.
- Als de PZB is uitgeschakeld, bewaakt hij toch nog de maximumsnelheid van 50 km/h.
- Als de PZB een snelremming (Zwangsbremsung) uitvoert knippert de 1000 Hz-lamp. Als er LZB aanwezig is brandt ook de rode lamp S. Indien deze lamp niet aanwezig is knippert de 500 Hz-lamp samen met de 1000 Hz-lamp.
- De PZB houdt geen rekening met slip. Slip kan dus leiden tot een snelremming.
- Krijgt de machinist van de treindienstleider een opdracht om een stoptonend sein te passeren, dan moet hij de "Befehl"-schakelaar bedienen en het sein voorbijrijden met hoogstens 40 km/h (snelheid bewaakt door PZB). Bij passage van de actieve 2000 Hz-magneet licht de witte meldlamp "Befehl 40" op.
- Bij rangeerbewegingen blijven de 2000 Hz-magneten actief. Bij langdurige rangeerwerkzaamheden en geduwde rangeerbewegingen (het stoptonende sein is voor de machinist niet zichtbaar) moet om deze reden de PZB buiten werking worden gesteld.
- Alle bedieningshandelingen en beïnvloedingen worden geregistreerd.

## PZB in Nederland
In Nederland wordt PZB gebruikt op de volgende (grens)baanvakken:
- Enschede - Gronau (heel traject)
- Venlo - Kaldenkerken (heel traject)

Daarnaast was PZB in gebruik bij de Metro Amsterdam. Het is hier later vervangen door Communications-Based Train Control (CBTC).